# بئر مدرج

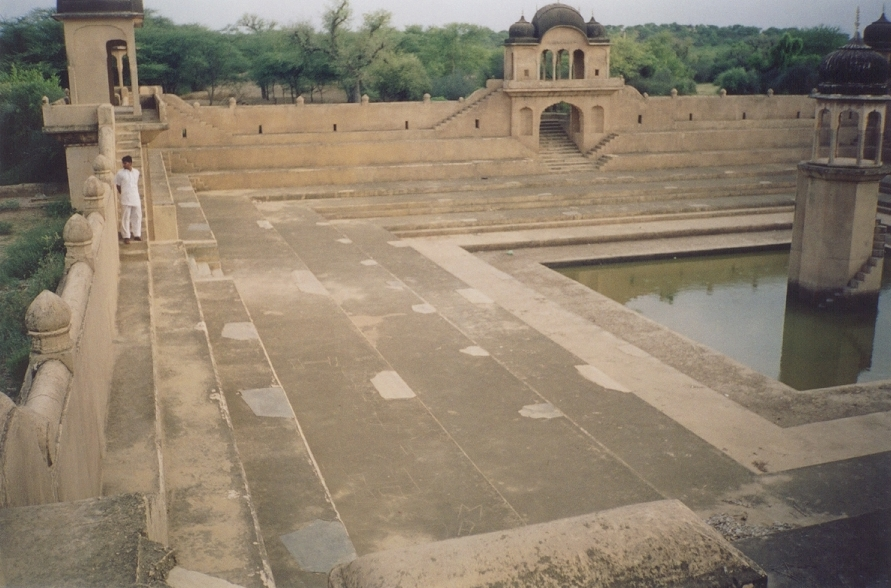
منظر لبئر مدرج.

بئر مدرج، هو البئر الذي يتم الحصول على الماء من قاعه عبر الدرج. وتعد هذه الآبار من الآبار الأكثر شيوعاً في غرب الهند. وتتواجد أيضاً في عدد من المناطق القاحلة في جنوب آسيا، وتمتد إلى داخل باكستان.

## بئر تشاند باوري
من بين الآبار المدرجة في الهند بئر يسمى بئر تشاند باوري وهو من معالم قرية أبهنري بولاية راجستان، ويطلق عليه أيضا لقب بئر الدرج، ويقع مقابل معبد هرست متى كى ماندير. يأخذ البئر شكل المربع بجدران متدرجة تتكون من 13 طابقاً بـ3,500 درجة، كما أن جدرانه مبطنة بأعداد كبيرة من السلالم المزدوجة والتي تنحدر لأسفل لما يقرب من 30 متراً وصولا إلى قعر البئر.
شيد الملك "تشاندا" البئر في عهد أسرة نيكومبها في الفترة بين عامي 800 و900 الميلادية، ويندرج في قائمة عجائب الدنيا المعمارية غير الشهيرة والتي تمثل معجزات صنعها الإنسان ولكنها لم تحظى بالشهرة. وكان البئر يعد مصدرًا رئيسيًا للمياه في المناطق القريبة منه لعدة قرون، ولكن الاعتماد عليه تراجع بعد انتشار الطرق الحديثة لتوصيل المياه.
ويعتبر البئر من الآبار الكبيرة ذات السلالم الموجودة في الهند، وكان ذا أهمية لسكان المنطقة، ويعتقد أن مياه البئر كانت تخصص لسقي المحاصيل الزراعية، كون ولاية راجستان من الولايات الجافة في الهند، لذلك فهذا البئر كان يعمل على حفظ أكبر قدر ممكن من الماء، وهذا ما تم مراعاته في التصميم ليسهل عملية تجميع الأمطار بداخله.
ويشبه البئر في شكله الهندسي المدرج الروماني، إلا أن الدرجات تبدو على شكل مثلثات متجاورة، وتقع أسفل بعضها لتسهل تنقل السكان إلى عمق البئر للحصول على المياه.

## الفرق بينها وبين الخزانات
بين الآبار المدرجة في الهند وصهاريج التخزين والري تشابه في الوظيفة من حيث التعامل مع التقلبات الموسمية في توافر المياه، إلا أن الفرق الأساسي بين الآبار المدرجة من جهة، والخزانات من جهة أخرى، هو تسهيل الأولى للوصول إلى المياه الجوفية، والحفاظ على البئر.
وحفرت خنادق عميقة في باطن الأرض ليتم الاعتماد عليها في تخزين المياه الجوفية على مدار العام. وكانت الكتل الحجرية تصطف على جوانب هذه الخنادق والدرجات المؤدية إلى المياه. وتستخدم غالبية الآبار الباقية لغرض توفير المياه، كما تستخدم كمكان للتجمعات الاجتماعية والاحتفالات الدينية.
وتتكون الآبار المدرجة، عادة، من الفتحة العمودية التي تسحب المياه، والجزء المحيط بها والذي ترتفع فيه المياه الجوفية والممرات والغرف والدرجات التي تسمح بالوصول إلى البئر.
وتم اعتماد الآبار المدرجة، بناء على شكل المدرج، ليكون من السهل النزول والصعود عبره، بدلاً من الآبار التقليدية والتي لا يمكن استعمالها إلا بوجود آلات رفع أو ضخ للمياه.